# James Stopford (5. hrabia Courtown)
James George Henry Stopford (ur. 24 kwietnia 1823 w Courtown House w Gorey w hrabstwie Wexford, zm. 28 listopada 1914 tamże), brytyjski arystokrata i wojskowy, najstarszy syn Jamesa Stopforda, 4. hrabiego Courtown, i lady Charlotte Montagu-Scott, córki 4. księcia Buccleuch.
Wykształcenie odebrał w Eton College w latach 1834–1839. Następnie rozpoczął służbę wojskową. W 1845 r. został kapitanem Grenadierów Gwardii (Grenadier Guards). W 1848 r. został szeryfem hrabstwa Wexford i zastępcą Lorda Namiestnika tegoż hrabstwa. Po śmierci ojca w 1858 r. odziedziczył tytuł hrabiego Courtown i zasiadł w Izbie Lorów.
3 września 1846 r. w kościele św. Jakuba w Westminsterze poślubił Elizabeth Milles (26 sierpnia 1827 - 12 marca 1894), córkę George'a Millesa, 4. barona Sondes, i Eleanor Knatchbull, córki sir Edwarda Knatchbulla, 8. baroneta. James i Elizabeth mieli razem trzech synów i pięć córek:
- Charlotte Elizabeth Stopford (23 lipca 1847 - 13 lipca 1934)
- Eleanor Margaret Stopford (30 lipca 1849 - 2 lutego 1929)
- Mary Jane Jemima Stopford (25 marca 1851 - 17 listopada 1937), żona sir Charlesa Shelleya, 5. baroneta, miała dzieci
- James Walter Milles Stopford (3 marca 1853 - 18 lipca 1933), 6. hrabia Courtown
- Grace Harriet Stopford (3 grudnia 1854 - 23 listopada 1916), żona kapitana Johna Bridgesa, nie miała dzieci
- major Edward Barrington Lewis Henry Stopford (20 listopada 1858 - 9 czerwca 1909), ożenił się z Isabel Dashwood i Alice Burbeary, miał dzieci z obu małżeństw
- George Frederick William Stopford (1 grudnia 1859 - 28 września 1933), ożenił się z Marie Segrave, miał dzieci
- Lily Francis Stopford (11 stycznia 1862 - 25 stycznia 1950), żona sir Williama Greene'a, miała dzieci